# BiciMAD
BiciMAD è il sistema di condivisione di biciclette elettriche self-service a Madrid, in Spagna, messo in servizio dal comune il 23 giugno 2014. Attualmente è fornito dalla Empresa Municipal de Transportes de Madrid, una società pubblica di proprietà del Comune di Madrid.
Il sistema comprende 7500 biciclette e 611 stazioni.